# Mário Pinto de Andrade

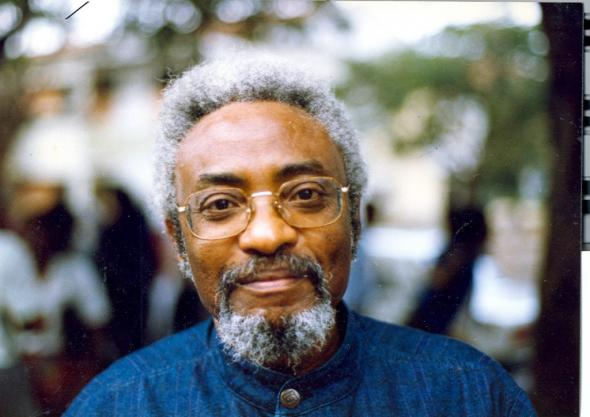
Mário Pinto de Andrade

Mário Pinto de Andrade (Golungo-Alto, 21 augustus 1928  - Londen, 26 augustus 1990) was een Angolees dichter en politicus.
Hij werd geboren in Golungo-Alto, Portugees Angola, en studeerde klassieke talen aan de Universiteit van Lissabon en sociologie aan de Sorbonne in Parijs. Hij sloot zich daar aan bij het verzet tegen de Portugese koloniale overheersing van Angola en schreef anti-koloniale poëzie.
In 1955 richtte hij de Angolese Communistische Partij op. In 1956 was hij stichtend lid van de Volksbeweging voor de Bevrijding van Angola (MPLA). Later was hij nog twee jaar voorzitter van deze beweging. Hij botste met zijn opvolger Agostinho Neto en verliet de MPLA in 1974 om een nieuwe groep op te richten, genaamd Revolta Activa (Actieve Opstand). Toen Angola op 11 november 1975 onafhankelijk werd, bleef hij in onder andere Guinee-Bissau, Kaapverdië en Mozambique in ballingschap leven. Hij overleed op 62-jarige leeftijd in Londen.
- Bibliothèque nationale de France: cb118887753 (data)
- Catàleg d'autoritats de noms i títols de Catalunya: 981058507618406706
- Gemeinsame Normdatei: 123711177
- International Standard Name Identifier: 0000 0000 6641 6472
- Library of Congress Control Number: n82043404
- Nationale Bibliotheek van Israël: 987007276002505171
- Nederlandse Thesaurus van Auteursnamen: 166248312
- LIBRIS: 256441
- Système universitaire de documentation: 026686066
- Virtual International Authority File: 49220880
- WorldCat: E39PBJr3ycFDdrxVwjkkcjdG73